# Record Plant
Record Plant — американська студія звукозапису.

## Про студію
Студія Record Plant заснована 1968 року в Нью-Йорку музичним продюсером Гері Келлгреном. До цього він працював в студії Mayfair Studios, але вирішив створити власну компанію. Першим виконавцем, що завітав до студії, був Джимі Гендрікс, який записав там пісні для альбому Electric Ladyland. Іншими значними проєктами, реалізованими в студії надалі, були зведення саундтреку до фільму «Вудсток» та запису Концерту для Бангладеш, організованого Джорджем Гаррісоном.
У 1969 році було відкрито ще одне приміщення студії в Лос-Анджелесі. Її приміщення спроєктував Том Гідлі, який 1965 року побудував студію TTG Studios.  Нова студія отримала назву Record Plant West, в той час, як нью-йоркське відділення — Record Plant East. В ній було встановлено сучасне обладнання, включаючи 16-канальну мікшерну консоль, але попри це ціни на послуги звукозапису були нижчими, ніж в інших студіях. 1972 року було відкрите третє відділення студії в Саусаліто. Партнерство Гері Келлгрена та Кріса Стоуна тривало до 1977 року, коли Келлгрен втонув у власному басейні разом з подругою внаслідок нещасного випадку. Стоун був змушений керувати всіма трьома приміщеннями в різних містах, і врешті решт зосередився на розвитку студії в Лос-Анджелесі. 2008 року відділення студії в Саусаліто було зачинено.
Протягом декількох десятків років в студіях Record Plant записувалися такі виконавці, як Піт Таунсенд, Ронні Вуд, Біллі Престон, Мік Джаггер, Джордж Гаррісон, Прінс, Metallica, Стіві Вандер, Карлос Сантана, Андреа Бочеллі, Fleetwood Mac, Grateful Dead, Боб Марлі та багато інших.